# Deonte Banks
Deonte Banks (Baltimora, 13 gennaio 2001) è un giocatore di football americano statunitense che milita nel ruolo di cornerback per i New York Giants della National Football League (NFL).

## Carriera universitaria
Nella sua prima stagione a Maryland nel 2019, Banks fece registrare 28 tackle, un intercetto e 2 passaggi deviati. Maryland disputò solo 5 partite nel 2020 a causa della pandemia di COVID-19, con Banks che chiuse con 11 placcaggi e un passaggio deviato. Nel 2021 la sua annata si chiuse già alla seconda partita a causa di un infortunio. Nel 2022 ebbe 26 tackle, un intercetto e un extra point bloccato. A fine anno annunciò la sua intenzione di passare tra i professionisti.

## Carriera professionistica
Banks era considerato dagli analisti uno dei migliori cornerback selezionabili nel Draft NFL 2023 e una scelta del primo giro. Il 27 aprile fu chiamato come ventiquattresimo assoluto dai New York Giants. Debuttò come professionista partendo come titolare nella gara del primo turno persa contro i Dallas Cowboys mettendo a segno un placcaggio e due passaggi deviati. Il primo intercetto in carriera lo fece registrare su Sam Howell nella vittoria del settimo turno sui Washington Commanders. La sua prima stagione si chiuse con 64 tackle, 2 intercetti e 11 passaggi deviati in 15 presenze, tutte come titolare.